# Митохондриальная ДНК

Схема митохондриального генома человека

Митохондриа́льная ДНК (мтДНК) — ДНК, находящаяся (в отличие от ядерной ДНК) в митохондриях, органеллах эукариотических клеток.
Гены, закодированные в митохондриальной ДНК, относятся к группе плазмогенов, расположенных вне ядра (вне хромосомы). Совокупность этих факторов наследственности, сосредоточенных в цитоплазме клетки, составляет плазмон данного вида организмов (в отличие от генома).

## История открытия
Митохондриальная ДНК была открыта Маргит Насс и Сильвен Насс в 1963 году в Стокгольмском университете при помощи электронной микроскопии и, независимо, учёными Эллен Харлсбруннер, Хансом Туппи и Готтфридом Шацем при биохимическом анализе фракций митохондрий дрожжей в Венском университете в 1964 году.

## Теории возникновения митохондриальной ДНК
Согласно эндосимбиотической теории, митохондриальная ДНК произошла от кольцевых молекул ДНК бактерий и поэтому имеет иное происхождение, чем ядерный геном. Сейчас преобладает точка зрения, согласно которой митохондрии имеют монофилетическое происхождение, то есть были приобретены предками эукариот лишь однажды.
На основании сходства в последовательностях нуклеотидов ДНК ближайшими родственниками митохондрий среди ныне живущих прокариот считают альфа-протеобактерий (в частности, выдвигалась гипотеза, что к митохондриям близки риккетсии). Сравнительный анализ геномов митохондрий показывает, что в ходе эволюции происходило постепенное перемещение генов предков современных митохондрий в ядро клетки. Необъяснимыми с эволюционной точки зрения остаются некоторые особенности митохондриальной ДНК (например, довольно большое число интронов, нетрадиционное использование триплетов и другие). Ввиду ограниченного размера митохондриального генома бо́льшая часть митохондриальных белков кодируется в ядре. При этом бо́льшая часть митохондриальных тРНК кодируются митохондриальным геномом.

## Формы и число молекул митохондриальной ДНК

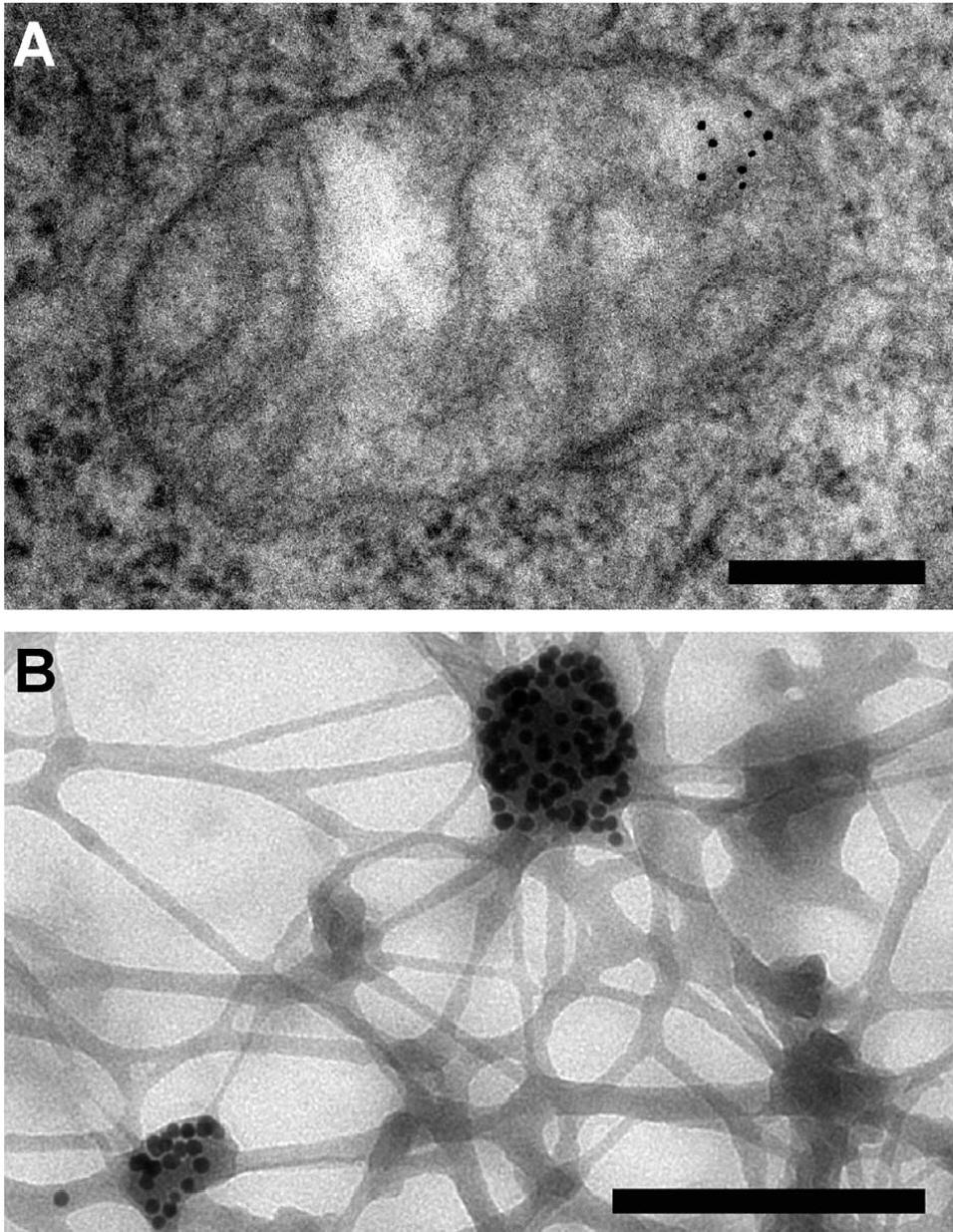
Электронная микроскопия показывает определённое расположение мтДНК в митохондриях человека. Разрешение 200 нм. (A) Сечение через цитоплазму после окрашивания мтДНК частичками золота. (B) Цитоплазма после экстракции; мтДНК, связанные с частичками золота, остались на месте. Из статьи Iborra et al., 2004.

У большинства изученных организмов митохондрии содержат только кольцевые молекулы ДНК, у некоторых растений одновременно присутствуют и кольцевые, и линейные молекулы, а у ряда протистов (например, инфузорий) имеются только линейные молекулы.
Митохондрии млекопитающих обычно содержат от двух до десяти идентичных копий кольцевых молекул ДНК.
У растений каждая митохондрия содержит несколько молекул ДНК разного размера, которые способны к рекомбинации.
У протистов из отряда кинетопластид (например, у трипаносом) в особом участке митохондрии (кинетопласте) содержится два типа молекул ДНК — идентичные макси-кольца (20-50 штук) длиной около 21 т. п. о. и мини-кольца (20 000-55 000 штук, около 300 разновидностей, средняя длина около 1000 п. о.). Все кольца соединены в единую сеть (катенаны), которая разрушается и восстанавливается при каждом цикле репликации. Макси-кольца гомологичны митохондриальной ДНК других организмов. Каждое мини-кольцо содержит четыре сходных консервативных участка и четыре уникальных гипервариабельных участка. В мини-кольцах закодированы короткие молекулы направляющих РНК (guideRNA), которые осуществляют редактирование РНК, транскрибируемых с генов макси-колец.

## Устойчивость митохондриальной ДНК
Митохондриальная ДНК особенно чувствительна к активным формам кислорода, генерируемым дыхательной цепью, в связи с непосредственной их близостью. Хотя митохондриальная ДНК связана с белками, их защитная роль менее выражена, чем в случае ядерной ДНК. Мутации в ДНК митохондрий могут вызывать передаваемые по материнской линии наследственные заболевания. Также имеются данные, указывающие на возможный вклад мутаций митохондриальной ДНК в процесс старения и развитие возрастных патологий. У человека митохондриальная ДНК обычно присутствует в количестве 100—10000 копий на клетку (сперматозоиды и яйцеклетки являются исключением). С множественностью митохондриальных геномов связаны особенности проявления митохондриальных болезней — обычно позднее их начало и очень изменчивые симптомы.

## Митохондриальная наследственность

### Наследование по материнской линии
У большинства многоклеточных организмов митохондриальная ДНК наследуется по материнской линии. Яйцеклетка содержит на несколько порядков больше копий митохондриальной ДНК, чем сперматозоид. В сперматозоиде обычно не больше десятка митохондрий (у человека — одна спирально закрученная митохондрия), в небольших яйцеклетках морского ежа — несколько сотен тысяч, а в крупных ооцитах лягушки — десятки миллионов. Кроме того, обычно происходит деградация митохондрий сперматозоида после оплодотворения.
При половом размножении митохондрии, как правило, наследуются исключительно по материнской линии, митохондрии сперматозоида обычно разрушаются после оплодотворения. Кроме того, большая часть митохондрий сперматозоида находятся в основании жгутика, которое при оплодотворении иногда теряется. В 1999 году было обнаружено, что митохондрии сперматозоидов помечены убиквитином (белком-меткой, которая приводит к разрушению отцовских митохондрий в зиготе).
Так как митохондриальная ДНК не является высококонсервативной и имеет высокую скорость мутирования, она является хорошим объектом для изучения филогении (эволюционного родства) живых организмов. Для этого определяют последовательности митохондриальной ДНК у разных видов и сравнивают их при помощи специальных компьютерных программ и получают эволюционное древо для изученных видов. Исследование митохондриальных ДНК собак позволило проследить происхождение собак от диких волков. Исследование митохондриальной ДНК в популяциях человека позволило вычислить «митохондриальную Еву», гипотетическую прародительницу всех живущих в настоящее время людей.

### Наследование по отцовской линии
Для некоторых видов показана передача митохондриальной ДНК по мужской линии, например, у мидий. Наследование митохондрий по отцовской линии также описано для некоторых насекомых, например, для дрозофилы, медоносных пчел и цикад.
Существуют также данные о митохондриальном наследовании по мужской линии у млекопитающих. Описаны случаи такого наследования для мышей, при этом митохондрии, полученные от самца, впоследствии отторгаются. Такое явление показано для овец  и клонированного крупного рогатого скота.

#### Наследование по отцовской линии у людей
До недавнего времени считалось, что митохондрии человека наследуются только по материнской линии. Был известен лишь один-единственный случай пациента, у которого в 2002 году достоверно обнаружили отцовскую митохондриальную ДНК.
Лишь недавнее исследование 2018 года показало, что митохондриальная ДНК человека иногда всё же может передаваться и по отцовской линии. Небольшое количество митохондрий отца может попасть в яйцеклетку матери вместе с цитоплазмой сперматозоида, но, как правило, отцовские митохондрии после этого из зиготы исчезают. Однако было обнаружено, что у некоторых людей существует «мутация, которая помогает выживать митохондриям отца».

## Геном митохондрий
У млекопитающих каждая молекула мтДНК содержит 15000-17000 пар оснований (у человека 16565 пар нуклеотидов — исследование закончено в 1981 году, по другому источнику 16569 пар) и содержит 37 генов — 13 кодируют белки, 22 — гены тРНК, 2 — рРНК (по одному гену для 12S и 16S рРНК). Другие многоклеточные животные имеют схожий набор митохондриальных генов, хотя некоторые гены могут иногда отсутствовать. Генный состав мтДНК разных видов растений, грибов и особенно протистов  различается более значительно. Так, у жгутиконосца-якобиды Reclinomonas americana найден наиболее полный из известных митохондриальных геномов: он содержит 97 генов, в том числе 62 гена, кодирующих белки (27 рибосомных белков, 23 белка, участвующих в работе электрон-транспортной цепи и в окислительном фосфорилировании, а также субъединицы РНК-полимеразы).
Один из наиболее маленьких митохондриальных геномов имеет малярийный плазмодий (около 6.000 п.о., содержит два гена рРНК и три гена, кодирующих белки).
Недавно открытые рудиментарные митохондрии (митосомы) некоторых протистов (дизентерийной амёбы, микроспоридий и лямблий) не содержат ДНК.
Митохондриальные геномы различных видов грибов содержат от 19 431 (делящиеся дрожжи Schizosaccharomyces pombe) до 100 314 (сордариомицет Podospora anserina) пар нуклеотидов.
Некоторые растения имеют огромные молекулы митохондриальной ДНК (до 25 миллионов пар оснований), при этом содержащие примерно те же гены и в том же количестве, что и меньшие мтДНК. Длина митохондриальной ДНК может широко варьировать даже у растений одного семейства. В митохондриальной ДНК растений имеются некодирующие повторяющиеся последовательности.
Геном человека содержит только по одному промотору на каждую комплементарную цепь ДНК.
Геном митохондрий человека кодирует следующие белки и РНК:
| Белки или РНК                                                | Гены |
| NADH-дегидрогеназа (комплекс I)                              | MT-ND1, MT-ND2, MT-ND3, MT-ND4, MT-ND4L, MT-ND5, MT-ND6 |
| Кофермент Q - цитохром c редуктаза/Цитохром b (комплекс III) | MT-CYB |
| цитохром c оксидаза (комплекс IV)                            | MT-CO1, MT-CO2, MT-CO3 |
| АТФ-синтаза                                                  | MT-ATP6, MT-ATP8 |
| рРНК                                                         | MT-RNR1 (12S), MT-RNR2 (16S) |
| тРНК                                                         | MT-TA, MT-TC, MT-TD, MT-TE, MT-TF, MT-TG, MT-TH, MT-TI, MT-TK, MT-TL1, MT-TL2, MT-TM, MT-TN, MT-TP, MT-TQ, MT-TR, MT-TS1, MT-TS2, MT-TT, MT-TV, MT-TW, MT-TY, MT1X |

## Особенности митохондриальной ДНК
Кодирующие последовательности (кодоны) митохондриального генома имеют некоторые отличия от кодирующих последовательностей универсальной ядерной ДНК.
Так, кодон AUA кодирует в митохондриальном геноме метионин (вместо изолейцина в ядерной ДНК), кодоны AGA и AGG — терминаторные кодоны (в ядерной ДНК кодируют аргинин), кодон UGA в митохондриальном геноме кодирует триптофан.
Если говорить точнее, то речь идёт не о митохондриальной ДНК, а о мРНК, которая списывается (транскрибируется) с этой ДНК перед началом синтеза белка. Буква U в обозначении кодона обозначает урацил, который при транскрипции гена в РНК заменяет тимин.
Количество генов тРНК (22 гена) меньше, чем в ядерном геноме с его 32 генами тРНК.
В человеческом митохондриальном геноме информация настолько сконцентрирована, что в последовательностях, кодирующих мРНК, как правило, частично удалены нуклеотиды, соответствующие 3'-концевым терминаторным кодонам.

## Применение
Кроме использования при построении различных филогенетических теорий, изучение митохондриального генома — основной инструмент при проведении идентификации. Возможность идентификации связана с существующими в митохондриальном геноме человека групповыми и даже индивидуальными различиями.
Последовательность участка гена субъединицы I цитохром с-оксидазы, кодируемого в митохондриальной ДНК, широко используется в проектах, связанных с ДНК-баркодированием животных — определением принадлежности организма к тому или иному таксону на основе коротких маркеров в его ДНК. Для баркодирования растений используется преимущественно комбинация двух маркёров в пластидной ДНК.
Группа Шухрата Миталипова из центра эмбриональных клеток и генной терапии Орегонского университета разработала метод замены митохондриальной ДНК для лечения наследственных митохондриальных заболеваний. Сейчас в Великобритании начаты клинические испытания этого метода, получившего неофициальное название «3-parent baby technique» — «ребёнок от трёх родителей». Известно также о рождении в результате этой процедуры ребёнка в Мексике.